# Carlo Gastone della Torre di Rezzonico
Pour les articles homonymes, voir Della Torre di Rezzonico.
Carlo Gastone della Torre di Rezzonico né à Côme le 11 août 1742 et mort à Naples le 23 juin 1796 est un littérateur italien, fils d'Anton Gioseffo della Torre di Rezzonico.

## Biographie
Né à Côme le 11 août 1742, Carlo Gastone della Torre di Rezzonico étudie d'abord dans sa ville natale , puis à Parme. En 1758 il va à Rome voir le pape Clément XII, son parent, puis à Naples, auprès du roi en qualité de page. Revenu à Parme a l' âge de dix-neuf ans, il parvient au grade de colonel. En 1769, il succède à Carlo Innocenzo Frugoni en qualité de secrétaire perpétuel de l'académie des beaux-arts de Parme. Il publie une édition des œuvres de Frugoni. Rezzonico voyage en France, en Angleterre, en Allemagne, et se met en contact avec entre autres  Frédéric II, Voltaire et  Cagliostro, qui l'aurait initié à la secte des illuminés. On prétend que Cagliostro, prisonnier à Rome, l'aurait nommé comme adepte. Ainsi Carlo Gastone malgré ses dénégations est destitué de ses fonctions et doit se fixer à Naples, où il meurt le 23 juin 1796.

## Œuvres
Carlo Gastone della Torre di Rezzonico a laissé  des ouvrages, dont quelques-uns ont été publiés de son vivant. Ce ne fut qu'en 1833 qu'il en parut une édition complète en 40 volumes in-8°. On y trouve des compositions dramatiques, de petits poèmes, des poésies légères, des discours académiques, un grand nombre de lettres et la relation de ses voyages. Parmi ses ouvrages en vers, on remarque le drame qui a pour titre Alexandre et Timothèe, publié à Parme des 1782, in-4° ; le poème Sur le système du ciel, et l'Agathomédon, autre poème en six chants. Dans le premier, l'auteur décrit les grandes découvertes astronomiques faites jusqu'à cette époque. Le second est consacré à l'Italie et surtout à la ville de Parme. Le meilleur des écrits de Rezzonico serait un petit poème intitulé la Ruine de Côme, composé dans sa jeunesse.